# کالوسو
کالوسو (به ایتالیایی: Calosso) یک کومونه در ایتالیا است که در استان آسته واقع شده‌است.

## خصوصیات
کالوسو ۱۵٫۷ کیلومترمربع مساحت و ۱٬۲۹۸ نفر جمعیت دارد و ۳۹۹ متر بالاتر از سطح دریا واقع شده‌است.